# Vattenbi
Vattenbi, Ilyocoris cimicoides, är en halvvingeart som beskrevs av Carl von Linné, 1758. Vattenbiet ingår i släktet Ilyocoris och familjen vattenbin, Naucoridae. Arten är reproducerande och har en livskraftig (LC) population i Sverige. I Finland är arten väletablerad och förekommer i de sydligaste landskapen men har inte bedömts utifrån rödlistekriterier.  Vattenbiet lever i lugna vattensamlingar med rik växtlighet som dammar och små sjöar. Både nymfen och den fullbildade insekten, imagon, är rovlevande. Som imago blir vattenbiet upp till 15 millimeter lång och är stort nog att ta de flesta andra vattenlevande insekter. De kan även ta fiskyngel. Vattenbiet griper tag i bytet med sina framben och sticker sedan in de sugande mundelarna i bytet och suger ut det. Det händer att vattenbin sticker människor, till exempel i ett försök att försvara sig om djuret fångas och plockas upp. Sticket är tillräckligt kraftigt för att vara smärtsamt.
Som en anpassning till livet i vatten har vattenbiet liksom ryggsimmare och buksimmare ett benpar som ombildas så att det fungerar som åror, för att simma med.